# Бленжел
Бленжел (фр. Blingel) насеље је и општина у североисточној Француској у региону Север-Па д Кале, у департману Па де Кале која припада префектури Арас.
По подацима из 2011. године у општини је живело 122 становника, а густина насељености је износила 38,49 становника/km². Општина се простире на површини од 3,17 km². Налази се на средњој надморској висини од 40 метара (максималној 106 m, а минималној 36 m).

## Демографија
| 1962. | 1968. | 1975. | 1982. | 1990. | 1999. | 2011. |
| ----- | ----- | ----- | ----- | ----- | ----- | ----- |
| 162   | 171   | 137   | 137   | 122   | 117   | 122   |

График промене броја становника у току последњих година